# Tatranská Javorina
Tatranská Javorina (deutsch Uhrngarten oder Urgarten, polnisch Jaworzyna Tatrzańska, ungarisch Javorina) ist eine Gemeinde in der Nordostslowakei. Sie liegt am Fuße der Hohen Tatra, etwa 25 km von Zakopane in Polen und 45 km von Poprad entfernt.

## Geschichte
Die Anfänge der Gemeinde liegen im 18. Jahrhundert. 1759 wurde auf dem Gebiet des heutigen Ortes eine Eisenhütte mit Hammer und Hochofen, 1837 dann auch ein Walzwerk errichtet. Dieses Werk ging aber Mitte des 19. Jahrhunderts ein und es wurden 1875 eine Pappenfabrik und eine Holzschliffproduktion eröffnet. Durch die Industrieansiedlung entstand um die Fabrik herum eine Saisonsiedlung, die offiziell zur Gemeinde Jurgov/Jurgów gezählt wurde und ab 1863 eigenständig war.
1879 wurde das Gebiet durch den preußischen Standesherren Christian Kraft Fürst von Hohenlohe-Öhringen gekauft. Dieser baute den kleinen Ort weiter aus und versuchte eine Wildzucht aufzubauen. 1883–85 ließ er ein hölzernes Jagdschloss errichten, das heute dem Amt des Präsidenten der Slowakei gehört.
1918 wurde der Ort zum Grenzort zu Polen und war in den Tschechoslowakisch-polnische Grenzkonflikten ein Streitpunkt zwischen beiden Staaten. Von September 1938 bis November 1939 wurde der Ort dann auch von Polen besetzt und erhielt den Namen Jaworzyna Spiska. 1947 bis Ende 1992 war die Gemeinde ein Teil von Ždiar.

## Bevölkerung
| Jahr                | 1994 | 2004    | 2014    | 2024     |
| ------------------- | ---- | ------- | ------- | -------- |
| Anzahl der Personen | 213  | 232     | 219     | 169      |
| Unterschied         |      | +8,92 % | −5,60 % | −22,83 % |

| Jahr                | 2023 | 2024    |
| ------------------- | ---- | ------- |
| Anzahl der Personen | 173  | 169     |
| Unterschied         |      | −2,31 % |

### Name
Der Name des Orts stammt von den ehemaligen Ahornwäldern (slowakisch javor) in der Umgebung, nach denen auch geographische Objekte benannt wurden (Fluss Javorinka, Tal Javorová dolina und Gipfel Javorový štít (2417,6 m ü. d. M.)). Der deutsche Name stammt von der mundartlichen Aussprache von „Ahorngarten“, andere erwähnte Formen sind auch Urengarten und Urngarten.

## Gemeinde
Zur Gemeinde zählt auch die Siedlung Podspády (deutsch Fluder).

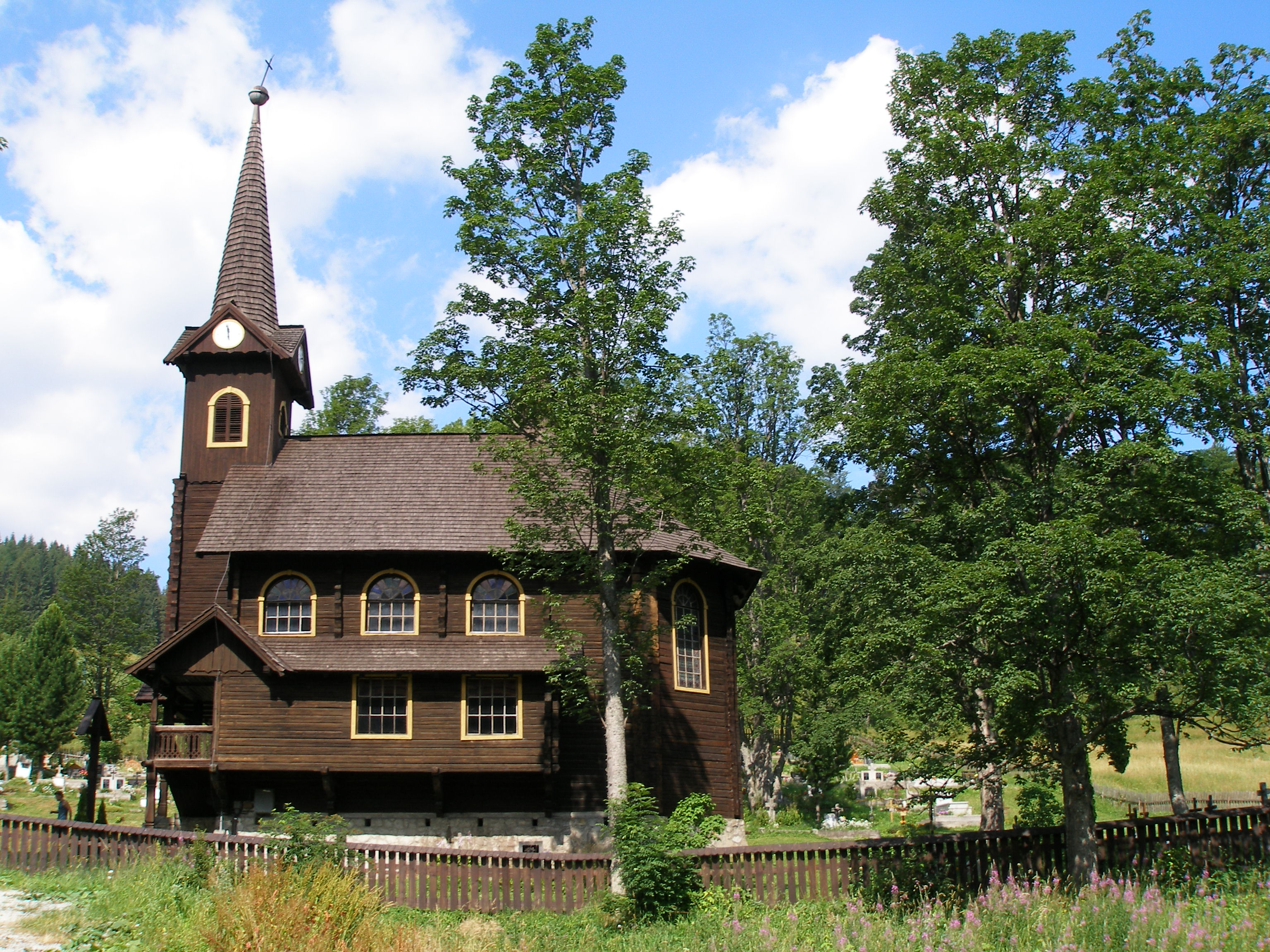
Holzkirche in Javorina
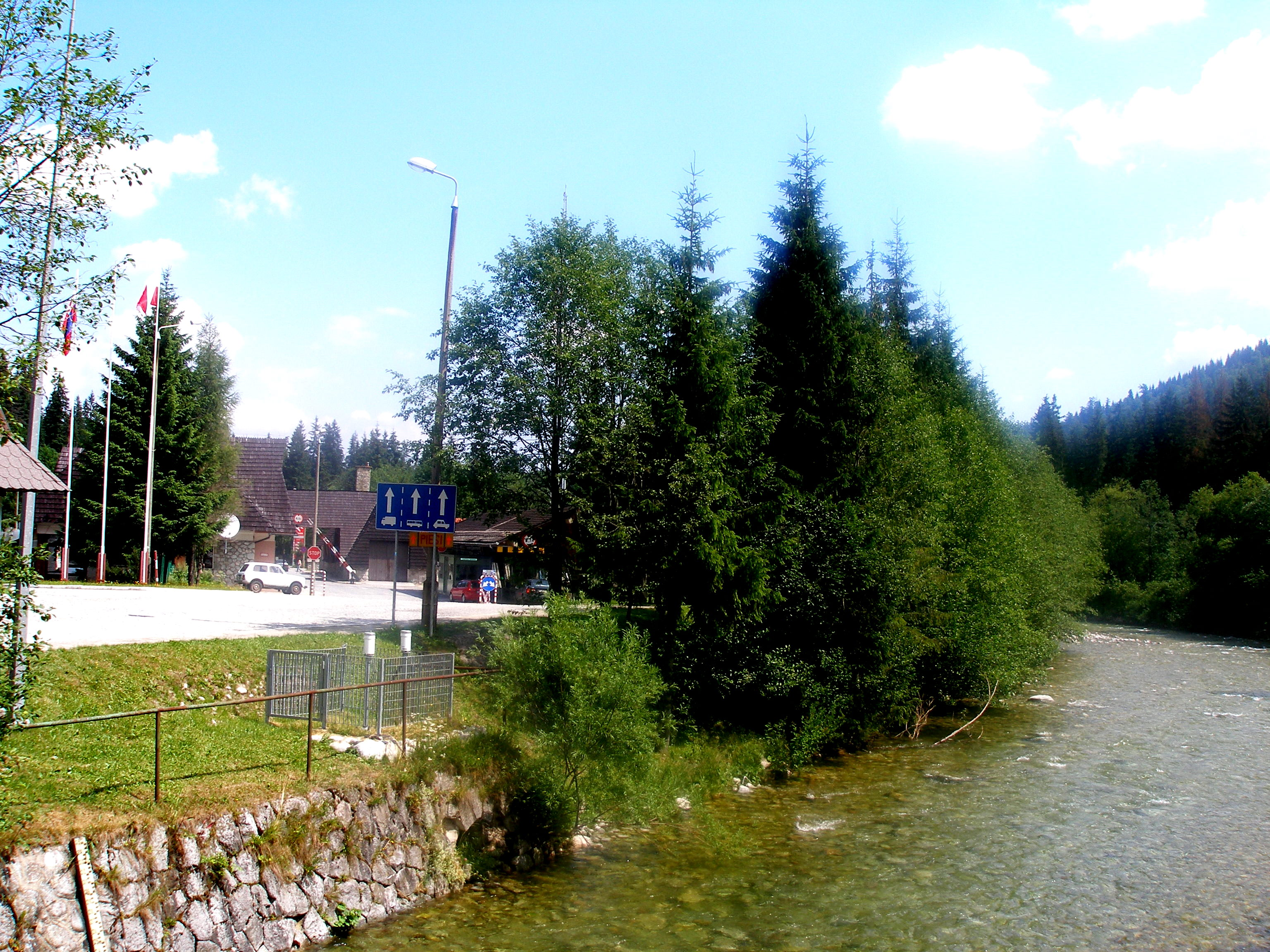
Grenzübergang Tatranská Javorina–Łysa Polana. Der Fluss Biela voda (pol. Białka) fließt auf der rechten Seite.
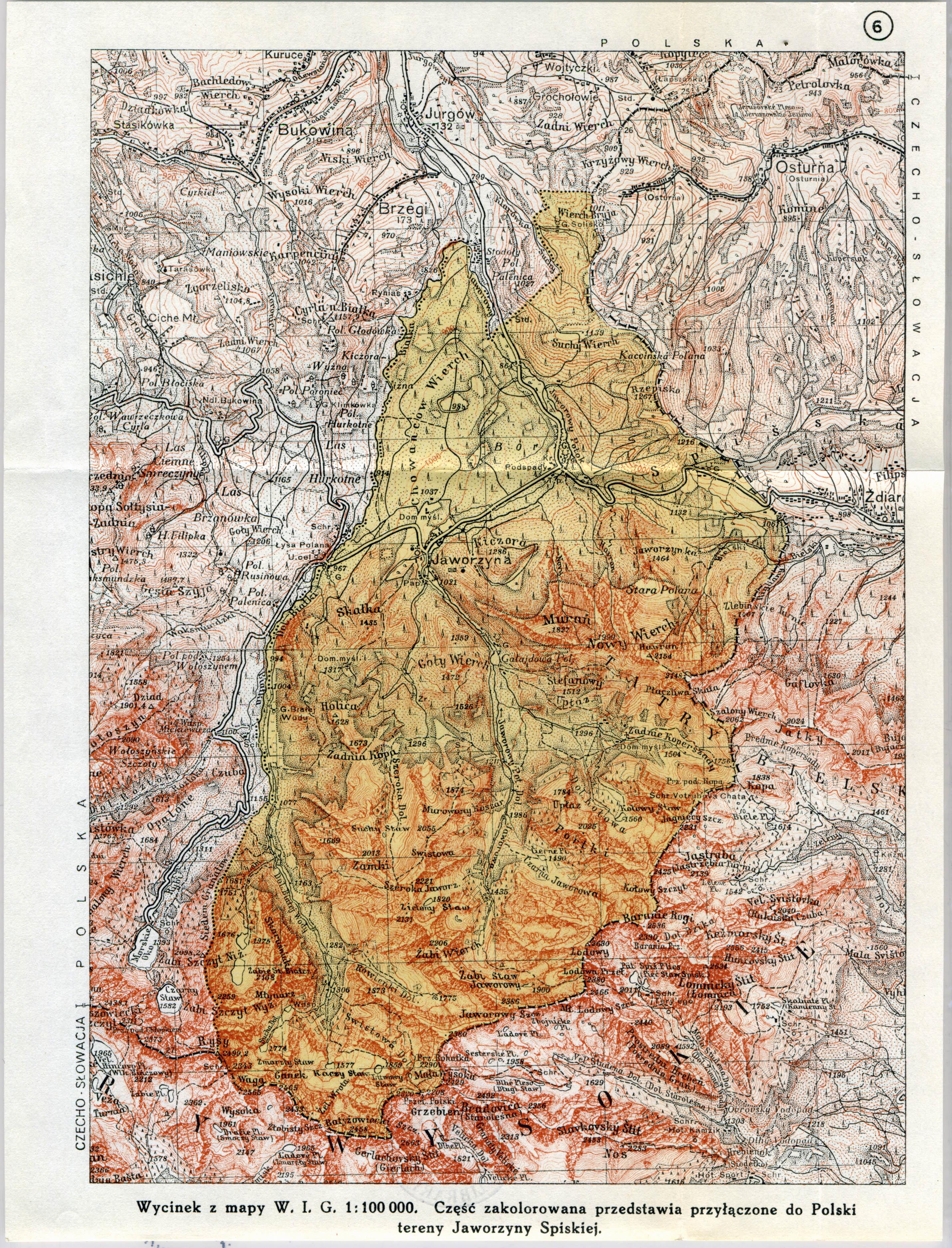
Strittiges Grenzgebiet zwischen Polen und der Slowakei um Javorina